# Saison 2 des Revenants
Chronologie
Saison 1
Cet article présente les épisodes de la deuxième saison de la série télévisée française Les Revenants.

## Synopsis
Six mois ont passé depuis que les revenants se sont rassemblés, une nuit, avant de disparaître dans la montagne, emmenant avec eux Simon, Camille et sa mère, Julie et le mystérieux petit Victor. Depuis, on est sans nouvelles d'eux. Les gendarmes qui étaient sortis protéger les occupants de la Main Tendue n'ont plus donné signe de vie.
Aujourd'hui, Adèle est sur le point d'accoucher de l'enfant de Simon. Une partie de la ville est toujours inondée. Le barrage a été mis sous surveillance, et l'armée assure un soutien logistique aux habitants qui ont fait le choix de rester. Des rumeurs ont circulé à propos d'un retour des morts, mais les autorités n'y ont pas cru. Les rares témoins ont fini par se taire. Parmi eux Léna et son père Jérôme qui n'ont pas renoncé à retrouver Camille et Claire. Un homme, inconnu, arrive en ville. Son nom est Berg, et il semble en savoir beaucoup plus qu'il ne le prétend. C'est alors que se produit une nouvelle vague de résurrections .

## Liste des épisodes

### Épisode 1:L'Enfant
- France : 28 septembre 2015 sur Canal+
- Royaume-Uni : 16 octobre 2015 sur More4
- Suisse :
- Italie : 29 septembre 2015 sur Sky Atlantic
- États-Unis : 31 octobre 2015 sur SundanceTV

Pierre Rochefort

### Épisode 2:Milan
- France : 28 septembre 2015 sur Canal+
- Royaume-Uni :
- Suisse :
- Italie : 29 septembre 2015 sur Sky Atlantic

Pierre Rochefort
Les Revenants se cachent depuis des mois dans le Domaine, une zone rendue inaccessible par l’inondation. Ils détiennent toujours Julie, Victor, Camille et Claire, qui se sont habitués tant bien que mal à cette vie de réfugiés. Mais leur quotidien se trouve bouleversé le jour où survient une nouvelle vague de Revenants. Parmi eux, Esteban et Audrey, deux camarades de classe de Camille décédés dans l’accident de bus ; mais aussi Hélène, la mère de Victor. Camille profite de l’arrivée d'Esteban et Audrey pour quitter la maison où elle vit cloîtrée avec Claire, sa mère surprotectrice qu'elle ne supporte plus. Dans leur fuite, ils croisent la Horde, des Revenants aux intentions peu claires. Camille tente d'expliquer à ses camarades qu'ils sont morts mais il faut l'intervention d'un Autre et la visite du site de l’accident de bus pour les convaincre. Pendant ce temps, Claire se fait agresser par des membres de la Horde avant d'être ramenée chez elle.

La rumeur du retour d'Audrey a précipité le retour de ses parents qui se tournent vers Pierre. Toni revient finalement dans son pub et malgré les demandes de Léna, suit Pierre qui se propose de l'accompagner. Léna découvre ce que fait son père : il collecte toutes les informations sur les Revenants, espérant trouver dans les dates et les lieux la clé du retour de Claire et Camille. Furieuse, elle part chercher du réconfort chez le seul ami qu'elle ait, Serge. Mais le tueur a vu son père Milan revenir lui aussi, avec son autorité et sa violence. En effet, c'est Milan qui a ordonné, trente-cinq ans auparavant, l'attaque de la famille de « Victor » provoquant la mort de toute la famille ou presque, puisque Louis (le vrai nom de Victor) sait que son père est encore en vie. Il semble également que Louis était déjà un enfant étrange, sa mère craignant que son fils ne se remette à faire ses dessins.

### Épisode 3:Morgane
- France : 5 octobre 2015 sur Canal+
- Royaume-Uni :
- Suisse :
- Italie : 6 octobre 2015 sur Sky Atlantic (Italie)

### Épisode 4:Virgil
- France : 5 octobre 2015 sur Canal+
- Royaume-Uni :
- Suisse :
- Italie : 6 octobre 2015 sur Sky Atlantic (Italie)

Jérôme et Berg ont mis leurs forces en commun pour faire avancer leurs recherches : ils décident de se rendre dans le hameau où la famille de Victor a été assassinée. Peu avant, Julie a rejoint également le hameau à la recherche du père de Louis. Elle trouve la demeure des Levanski abandonnée mais aussi une vieille voisine. On apprend ainsi que 35 ans auparavant, un premier barrage avait cédé, faisant des dizaines de morts dans la vallée et épargnant les habitants du hameau, mais dans les mois qui ont suivi, plusieurs morts violentes ont eu lieu inexplicablement : Milan a pris les choses en main pour éviter une panique générale. C'est dans sa mission qu'il a ordonné le massacre des Levanski, dont le fils Louis a toujours été vu comme étrange. Milan a également tué Virgil, jeune délinquant qu'il a séquestré avant que Serge, enfant, ne le libère et que Milan ne l’abatte dans la forêt sous les yeux de Serge.

### Épisode 5:Madame Costa
- France : 12 octobre 2015 sur Canal+
- Royaume-Uni :
- Suisse :
- Italie : 13 octobre 2015 sur Sky Atlantic (Italie)

Tout commence 35 ans plus tôt, soit trois mois après la rupture de l'ancien barrage. Madame Costa qui rentre chez elle tombe sur Louis qui a réalisé le dessin d'un chien et d'une femme, elle-même selon Louis. Le soir même, Madame Costa sort son chien qui se sauve sur le lac gelé. Madame Costa le suit, tombe à travers la glace et meurt. De nos jours, « Victor » fait un cauchemar dans lequel il voit Julie qui se jette dans le vide. Lorsqu'il se réveille, il va voir Madame Costa car il veut aller la sauver.

Adèle, Simon et leurs enfants vont trouver refuge à l'église mais Simon ne fait pas confiance au prêtre. Pendant ce temps, le père de Camille et Berg essaient de comprendre les dessins de Louis dans le but de retrouver leurs familles.
Audrey arrive chez Camille apeurée, mais le père de Camille la rassure en lui disant qu'il sait ce qui arrive. Audrey va aider le père de Camille et Berg en donnant l'emplacement du Domaine. Audrey veut voir ses parents, qui sont à La Main Tendue. La mère d'Audrey va voir sa fille mais alors que Jérôme lui avait demandé de garder le secret, elle la livre à Pierre, qui l'enferme pour savoir où se trouve le Domaine. Pierre se justifie en clamant que ce n'est pas sa fille, car elle est morte.

### Épisode 6:Esther
- France : 12 octobre 2015 sur Canal+
- Royaume-Uni :
- Suisse :
- Italie : 13 octobre 2015 sur Sky Atlantic (Italie)

Esther est une des victimes de Serge que Toni reconnait parmi l'ensemble des filles qui sont revenues dans leur maison. Toni convainc son frère de la ramener « parmi les vivants », en ville, où il pense que ses parents l'attendent toujours. Toni, Serge et Esther arrivent dans une rue vide, puis la victime les entraîne vers le tunnel où Serge l'a tuée. Toni l'oblige à s'agenouiller devant elle pour lui demander pardon. Esther qui n'a pas prononcé un mot depuis son apparition, finit par s'exprimer : « Où est le petit garçon ? ». En effet, la nuit de son meurtre, Louis avait tenté de la prévenir. 
Madame Costa et Louis/Victor, arrivés dans l'appartement de Julie qui se trouve en fait à l'hôpital, sont surpris par les hommes de main de Pierre, Frédéric et Lucho. Lucho abat madame Costa et Louis/Victor provoque son suicide en le poussant à se jeter par la fenêtre. À l'hôpital, Julie parvient à communiquer avec M. Levanski dans la salle de réanimation, et ce dernier lui apprend que Louis n'est pas son fils. On voit dans un flash-back l'enfant frapper la porte des Levanski, entrer et s'installer à table, devant leurs regards interloqués. 
En apprenant que le corps de Thomas a peut-être été retrouvé, Adèle s'est rendue à la gendarmerie avec son bébé qui est confié aux militaires, tandis que Lucy, accompagnée de deux autres Revenants, arrive à l'église où se trouvent Simon et sa fille Chloé. Elle demande à Simon de venir avec eux, mais ce dernier refuse. Dans le lac, des plongeurs retrouvent le corps de Milan attaché au fond par les pieds. Ils le remontent et celui-ci reprend vie, une fois de plus. 

### Épisode 7:Étienne
- France : 19 octobre 2015 sur Canal+
- Royaume-Uni :
- Suisse :
- Italie : 20 octobre 2015 sur Sky Atlantic (Italie)

Pierre Rochefort
Trente-cinq ans auparavant, Milan orchestrait le suicide collectif des membres de sa secte, créée à la suite de la rupture du barrage. Parmi eux se trouvaient les parents de Simon et Étienne, le père de Berg. Au terme de la tuerie, Milan avait confié à Pierre la tâche de l'abattre avant de se tuer, mais le jeune homme n'avait pas pu se résoudre à se suicider. Près de là, Louis observait la scène. Auparavant, Louis avait tenté en vain de prévenir Étienne de la rupture du barrage ; c'est la même nuit qu'il s'était installé chez les Levanski.

### Épisode 8: Les Revenants
- France : 19 octobre 2015 sur Canal+
- Royaume-Uni :
- Suisse :
- Italie : 20 octobre 2015 sur Sky Atlantic (Italie)

Trente-six ans auparavant, Lucy arrive dans le village, avec l'intention d'attendre celui qui viendrait l’aider. Un an plus tard, après les événements du barrage et le suicide collectif de la clairière, M. Levanski rentre chez lui, seul, et a la surprise de retrouver Louis en vie. Il garde le secret durant trente-cinq ans, cachant l’enfant qui ne vieillit pas et fait ses dessins, quand il est frappé par une crise cardiaque. Apeuré, Louis souhaite de toutes ses forces ne pas voir le vieil homme mourir, mais l'intensité ramène  Simon, Camille, Serge et Madame Costa. Il prend la fuite, laissant son « père » en vie mais blessé et trouvera plus tard refuge auprès de Julie.

Alcide a pris l’enfant et l'a ramené à Lucy, mais la Horde a perdu confiance en elle et s'est dispersée ; pour elle, il est trop tard. Quelques Revenants sont capturés par les militaires avant que le commandant ne les laisse partir, impuissant. Les Séguret sont aussi en fuite avec Chloé mais Camille, atteinte des plaies des Revenants, sait qu'elle devra tôt ou tard rejoindre les autres. En chemin, ils trouvent Frederic, qui tire sur Camille avant d'être abattu par Claire. À la Main tendue, Julie voit Audrey peu à peu être défigurée par les plaies, puis se mettre à dévorer les entrailles de sa mère. La mort de Sandrine sème le trouble dans les esprits des réfugiés de la Main tendue qui préfèrent laisser Pierre seul. Peu après, celui-ci voit arriver Berg, Étienne et Louis. De leur côté, Simon et Adèle tentent de retrouver Lucy dans la Forêt et les deux amants règlent leurs comptes et leurs déceptions.

Soudain, Lucy voit la Horde se reformer autour du bébé : il est temps pour les Revenants de se réunir. Berg espérait retrouver son père, or Étienne pense qu'il est mort depuis trop longtemps et que les deux hommes ne se connaissent pas. Julie tente d'emmener Louis loin d'eux mais ils sont finalement rattrapés par Lucy. Louis tente donc de convaincre Julie qu'elle pourra avoir une belle vie, avec un enfant, loin du village et sans lui, afin qu'elle accepte de le laisser partir et que son cauchemar, dans lequel elle meurt, ne se réalise pas. Virgile apparait devant les Séguret, aide Camille à guérir avant qu'elle ne le suive. Les Séguret et Chloé parviennent peu après à quitter le village, Léna et Claire faisant enfin leur deuil. Pierre finit par retrouver Milan dans son ancien bar, où il se donne la mort avant que Milan ne soit appelé.

Tous les Revenants se retrouvent peu à peu devant le gouffre, seuls manquent Serge, effondré dans le tunnel, et Simon, qui s'est perdu avec Adèle dans la grotte de l’Écorché. La Horde compte sur Louis pour accomplir leur but quand Julie les rejoint, désespérée et préférant se jeter dans le gouffre que de le perdre. Étienne rappelle alors à Louis qu'il peut tout changer par sa seule volonté. Alors Louis ferme les yeux et commence à vouloir que son rêve pour Julie se réalise, mais avec lui à ses côtés. Quand il rouvre les yeux, les Revenants ont disparu, le gouffre est inondé et Julie est sur le bord, trempée mais en vie. Elle reprend conscience et fuit.